# Alexandra von der Weth

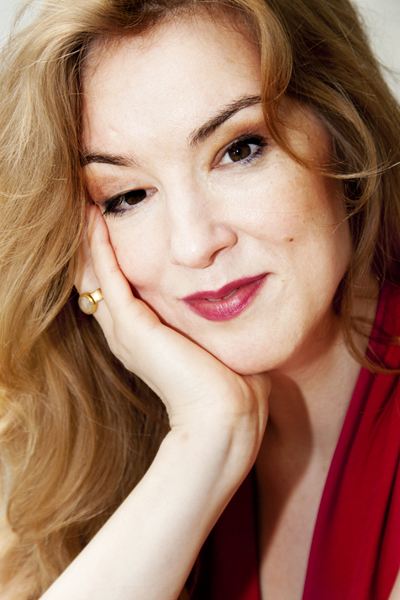
Alexandra von der Weth (2011)

Alexandra von der Weth (* 1968 in Coburg) ist eine deutsche Opernsängerin (Sopran) und Stimmbildnerin.

## Leben

### Privat
Alexandra von der Weth absolvierte ihre Schulzeit am Gymnasium Albertinum (musisches Gymnasium) in Coburg; dort erhielt sie auch Gesangsunterricht. Danach studierte sie von 1987 bis 1991 am Richard-Strauss-Konservatorium München Gesang und legte 1992 das Diplom ab.

### Karriere
Anfang der 90er Jahre nahm sie an mehreren Gesangswettbewerben (u. a. Kulturkreis der deutschen Wirtschaft im BDI) erfolgreich teil.
Am Opernhaus Leipzig debütierte sie 1993 als Schöne in André-Ernest-Modeste Grétrys Die Schöne und das Biest. An der Deutschen Oper Berlin sang sie 1994/1995 im Rahmen eines Stipendiums die Rolle der Blanche in Poulencs Dialogues des Carmélites und die Gretel in Humperdincks Hänsel und Gretel. 1996 wechselte sie als Ensemblemitglied  zur Deutschen Oper am Rhein. 1999 trat sie an der Wiener Staatsoper als Musetta in Puccinis La Bohème auf, außerdem sang sie 2001 an der Metropolitan Opera. 2001 erhielt sie den Förderpreis des Landes Nordrhein-Westfalen für junge Künstlerinnen und Künstler. Weitere Rollen an der Deutschen Oper am Rhein waren unter anderem die Titelrollen in Alban Bergs Lulu und Bellinis Norma. Auftritte hatte sie auch beim Glyndebourne Festival Opera, an der Lyric Opera of Chicago und am Royal Opera House Covent Garden London.
2003, auf dem Höhepunkt ihrer Karriere, versagte die Stimme von Alexandra von Weth plötzlich den Dienst. Nach längerer Behandlungsphase konnte sie ihre Stimmbänder wieder kurieren. Ihren ersten Auftritt nach logopädischer Behandlung hatte sie 2005 als Erifile in Alessandro Scarlattis Oper Telemaco an der Deutschen Oper am Rhein. In den darauf folgenden Spielzeiten sang sie dort die Partie der Pamina aus Mozarts Zauberflöte sowie die Contessa aus Le nozze di Figaro. 2008 folgte die Cleopatra in Händels Giulio Cesare an der Deutschen Oper am Rhein. Dieselbe Partie sang sie 2010 am Theater Dortmund.
Nicht erst seit ihrer Heilungsphase beschäftigt sich Alexandra von der Weth intensiv mit der Stimmbildung. Im Oktober 2010 gründete sie das Institut für Stimmbildung im Zentrum für ambulante Medizin in Wuppertal. 2012 erzählte Alexandra von der Weth in einem Gespräch mit Christoph Schulte im Walde von ihrer Stimmkrise und deren Überwindung.
Seit 2016 ist sie als Konzertveranstalterin und Moderatorin tätig. Ihre Gesprächskonzertreihe „Musik und Psyche“ begann am 29. September 2016 in Düsseldorf. Neben ihrer Konzerttätigkeit unterrichtet sie seit Dezember 2020 an der Hochschule für Künste Bremen Studierende im Fach Gesang. Von November 2021 bis März 2023 war sie dort Vertretungsprofessorin für Gesang.